# Escadrille 27S
L'escadrille 27S est une escadrille d'hélicoptères de l'aviation navale française, créée spécialement pour la servitude des essais nucléaires français en Polynésie française le 1er décembre 1967 et dissoute le 5 août 1980 .

## Bases
- BAN Saint-Raphaël (décembre 1967-mars 1968)
- Porte-avions Clemenceau (mars 1968-mai 1968)
- Base aérienne 185 Hao (mai 1968-janvier 1976)

## Appareils
- Super Frelon (mai 1968-juillet 1978)